# Convocazioni alla Coppa del Mondo femminile di pallavolo 2015
Elenco delle giocatrici convocate per la Coppa del Mondo 2015.

## Algeria
| N° | Nome              | Ruolo | Data di nascita   | Squadra            |
| -- | ----------------- | ----- | ----------------- | ------------------ |
| -  | Henni Abdelhalim  | All   | -                 | -                  |
| 1  | Nadira Oumghar    | C     | 9 ottobre 1994    | Seddouk Béjaïa     |
| 4  | Zaidi Amel        | C     | 3 marzo 1995      | Racing Club Béjaïa |
| 5  | Chanez Ayadi      | P     | 8 febbraio 1994   | NC Béjaïa          |
| 7  | Nawel Hammouche   | S     | 4 luglio 1993     | NC Béjaïa          |
| 8  | Safia Imadali     | S     | 15 giugno 1997    | Oefly Volley       |
| 9  | Silya Magnana     | P     | 16 marzo 1991     | MB Béjaïa          |
| 12 | Melissa Kasri     | S/O   | 13 febbraio 1998  | NC Béjaïa          |
| 13 | Ryma Mebarki      | L     | 28 gennaio 1994   | MB Béjaïa          |
| 15 | Amira Sadi        | S/O   | 10 settembre 1994 | RIJ Algeri         |
| 17 | Sarra Belhocine   | S/O   | 18 settembre 1994 | GS Pétroliers      |
| 19 | Chahla Benmokhtar | C     | 30 dicembre 1997  | Seddouk Béjaïa     |
| 20 | Nour Bouregua     | C     | 7 maggio 1992     | Olympique Chlef    |

## Argentina
| N° | Nome               | Ruolo | Data di nascita   | Squadra             |
| -- | ------------------ | ----- | ----------------- | ------------------- |
| -  | Guillermo Orduna   | All   | 24 agosto 1957    | -                   |
| 2  | Tanya Acosta       | S     | 11 marzo 1991     | Gimnasia La Plata   |
| 4  | Marcia Scacchi     | S     | 29 gennaio 1982   | Gimnasia Rosario    |
| 5  | Lucía Fresco       | S/O   | 14 maggio 1991    | Robur Tiboni Urbino |
| 7  | Natalia Aispurúa   | C     | 20 dicembre 1991  | Boca Juniors        |
| 8  | Sol Piccolo        | S     | 11 settembre 1996 | Vélez Sarsfield     |
| 9  | Clarisa Sagardía   | P     | 29 giugno 1989    | Boca Juniors        |
| 10 | Emilce Sosa        | C     | 11 settembre 1987 | Rio do Sul          |
| 11 | Julieta Lazcano    | C     | 25 luglio 1989    | Istres              |
| 12 | Tatiana Rizzo      | S     | 30 dicembre 1986  | Boca Juniors        |
| 13 | Leticia Boscacci   | S/O   | 8 novembre 1985   | Kanti               |
| 14 | Josefina Fernández | S/O   | 17 agosto 1991    | Franches-Montagnes  |
| 18 | Yael Castiglione   | P     | 27 settembre 1985 | Rio do Sul          |

## Cina
| N° | Nome            | Ruolo | Data di nascita   | Squadra  |
| -- | --------------- | ----- | ----------------- | -------- |
| -  | Lang Ping       | All   | 10 dicembre 1960  | -        |
| 1  | Yuan Xinyue     | C     | 21 dicembre 1996  | Bayi     |
| 2  | Zhu Ting        | S     | 29 novembre 1994  | Henan    |
| 5  | Shen Jingsi     | P     | 3 marzo 1989      | Bayi     |
| 6  | Yang Junjing    | C     | 15 maggio 1989    | Bayi     |
| 7  | Wei Qiuyue      | P     | 26 settembre 1988 | Tianjin  |
| 8  | Zeng Chunlei    | S/O   | 3 novembre 1989   | Beijing  |
| 9  | Zhang Changning | S/O   | 6 novembre 1995   | Jiangsu  |
| 11 | Zhang Xiaoya    | C     | 4 ottobre 1992    | Sichuan  |
| 15 | Lin Li          | L     | 5 luglio 1992     | Fujian   |
| 16 | Ding Xia        | P     | 13 gennaio 1990   | Liaoning |
| 17 | Yan Ni          | C     | 2 marzo 1987      | Liaoning |
| 18 | Wang Mengjie    | L     | 14 novembre 1995  | Shandong |
| 19 | Liu Yanhan      | S/O   | 19 gennaio 1993   | Bayi     |
| 21 | Liu Xiaotong    | S     | 16 febbraio 1990  | Beijing  |

## Corea del Sud
| N° | Nome           | Ruolo | Data di nascita  | Squadra           |
| -- | -------------- | ----- | ---------------- | ----------------- |
| -  | Lee Jung-chul  | All   | -                | -                 |
| 1  | Lee So-young   | S     | 17 ottobre 1994  | GS Caltex Seoul   |
| 4  | Kim Hee-jin    | C     | 29 aprile 1991   | IBK Altos         |
| 5  | Na Hyun-jung   | L     | 10 marzo 1990    | GS Caltex Seoul   |
| 6  | Hwang Youn-joo | S     | 13 agosto 1986   | Hyundai Hillstate |
| 7  | Lee Jae-yeong  | S     | 15 ottobre 1996  | Pink Spiders      |
| 10 | Kim Yeon-koung | S     | 26 febbraio 1988 | Fenerbahçe        |
| 11 | Kim Su-ji      | C     | 11 luglio 1987   | Pink Spiders      |
| 13 | Park Jeong-ah  | S     | 26 marzo 1993    | IBK Altos         |
| 14 | Yang Hyo-jin   | C     | 14 dicembre 1989 | Hyundai Hillstate |
| 17 | Chae Seon-ah   | S     | 8 giugno 1992    | IBK Altos         |
| 18 | Lee Da-yeong   | P     | 15 ottobre 1996  | Hyundai Hillstate |
| 19 | Cho Song-hwa   | P     | 12 marzo 1993    | Pink Spiders      |
| 20 | Yim Myung-ok   | L     | 5 maggio 1986    | Korea Expressway  |

## Cuba
| N° | Nome             | Ruolo | Data di nascita  | Squadra       |
| -- | ---------------- | ----- | ---------------- | ------------- |
| -  | Roberto García   | All   | -                | -             |
| 2  | Regla Gracia     | S/O   | 28 giugno 1993   | Camagüey      |
| 3  | Alena Rojas      | C     | 9 agosto 1992    | Ciudad Habana |
| 4  | Melissa Vargas   | S/O   | 16 ottobre 1999  | Cienfuegos    |
| 5  | Yamila Hernández | P     | 8 novembre 1992  | Ciudad Habana |
| 6  | Daimara Lescay   | C     | 5 settembre 1992 | Guantánamo    |
| 9  | Dayessi Luis     | L     | 23 ottobre 1996  | Camagüey      |
| 10 | Emily Borrell    | L     | 19 febbraio 1992 | Villa Clara   |
| 11 | Gretell Moreno   | P     | 30 gennaio 1998  | Granma        |
| 17 | Heidy Casanova   | C     | 6 novembre 1998  | Ciudad Habana |
| 18 | Sulian Matienzo  | S     | 14 dicembre 1994 | Ciudad Habana |
| 19 | Jennifer Álvarez | S     | 19 novembre 1993 | Cienfuegos    |
| 20 | Heidy Rodríguez  | S/O   | 24 giugno 1993   | Villa Clara   |

## Giappone
| N° | Nome             | Ruolo | Data di nascita   | Squadra           |
| -- | ---------------- | ----- | ----------------- | ----------------- |
| -  | Masayoshi Manabe | All   | 21 agosto 1963    | -                 |
| 1  | Miyu Nagaoka     | S     | 25 luglio 1991    | Hisamitsu Springs |
| 2  | Kotoki Zayasu    | L     | 11 gennaio 1990   | Hisamitsu Springs |
| 3  | Saori Kimura     | S     | 19 agosto 1986    | Toray Arrows      |
| 4  | Chizuru Kotō     | P     | 8 ottobre 1982    | Hisamitsu Springs |
| 7  | Mai Yamaguchi    | C     | 3 luglio 1983     | Okayama Seagulls  |
| 8  | Sarina Koga      | S     | 21 maggio 1996    | NEC Red Rockets   |
| 9  | Haruyo Shimamura | C     | 4 marzo 1992      | NEC Red Rockets   |
| 12 | Yuki Ishii       | S     | 8 maggio 1991     | Hisamitsu Springs |
| 13 | Mio Sato         | L     | 12 febbraio 1993  | Toyota Queenseis  |
| 15 | Mami Uchiseto    | S     | 25 ottobre 1991   | Hitachi Rivale    |
| 16 | Saori Sakoda     | S     | 18 dicembre 1987  | Toray Arrows      |
| 19 | Haruka Miyashita | P     | 1º settembre 1994 | Okayama Seagulls  |
| 21 | Riho Ōtake       | C     | 23 dicembre 1993  | Denso Airybees    |
| 22 | Yurie Nabeya     | S     | 15 dicembre 1993  | Denso Airybees    |

## Kenya
| N° | Nome                | Ruolo | Data di nascita  | Squadra        |
| -- | ------------------- | ----- | ---------------- | -------------- |
| -  | David Lungaho       | All   | -                | -              |
| 1  | Jane Wairimu        | P     | 24 marzo 1985    | Kenya Prisons  |
| 2  | Everlyne Makuto     | S     | 25 agosto 1990   | Kenya Prisons  |
| 4  | Esther Wangeci      | S/O   | 22 novembre 1990 | Kenya Pipeline |
| 7  | Jannet Wanja        | P     | 24 febbraio 1984 | Kenya Pipeline |
| 8  | Triza Atuka         | C     | 14 aprile 1992   | Kenya Pipeline |
| 9  | Elizabeth Wanyama   | L     | 27 maggio 1987   | Kenya Prisons  |
| 10 | Noel Murambi        | S/O   | 29 gennaio 1989  | Kenya Pipeline |
| 12 | Lydia Maiyo         | S/O   | 3 novembre 1988  | Kenya Prisons  |
| 14 | Mercy Moim          | S     | 1º gennaio 1989  | LiigaPloki     |
| 15 | Brackcides Khadambi | C     | 14 maggio 1984   | Kenya Prisons  |
| 16 | Ruth Jepngetich     | C     | 9 aprile 1990    | Kenya Pipeline |
| 18 | Monica Biama        | S     | 24 marzo 1988    | Kenya Pipeline |

## Perù
| N° | Nome                | Ruolo | Data di nascita | Squadra           |
| -- | ------------------- | ----- | --------------- | ----------------- |
| -  | Mauro Marasciulo    | All   | 21 agosto 1962  | -                 |
| 1  | Diana de la Peña    | C     | 7 giugno 1999   | Deportivo Géminis |
| 2  | Mirtha Uribe        | C     | 12 marzo 1985   | Alianza Lima      |
| 3  | Carla Rueda         | S     | 19 aprile 1990  | Deportivo Géminis |
| 4  | Maricarmen Guerrero | C     | 7 gennaio 1999  | Túpac Amaru       |
| 6  | Alexandra Muñoz     | P     | 16 agosto 1992  | César Vallejo     |
| 7  | Susan Egoavil       | L     | 16 gennaio 1988 | Sporting Cristal  |
| 9  | Katherine Regalado  | S/O   | 11 marzo 1998   | Alianza Lima      |
| 10 | Zoila La Rosa       | P     | 31 maggio 1990  | San Martín        |
| 11 | Clarivett Yllescas  | C     | 11 agosto 1993  | César Vallejo     |
| 13 | Katerinne Olemar    | S     | 10 maggio 1993  | Sporting Cristal  |
| 15 | Karla Ortiz         | S     | 20 ottobre 1991 | Maccabi Haifa     |

## Rep. Dominicana
| N° | Nome              | Ruolo | Data di nascita   | Squadra     |
| -- | ----------------- | ----- | ----------------- | ----------- |
| -  | Marcos Kwiek      | All   | -                 | -           |
| 1  | Annerys Vargas    | C     | 7 agosto 1981     | River       |
| 4  | Marianne Fersola  | C     | 19 gennaio 1992   | Mirador     |
| 5  | Brenda Castillo   | L     | 5 gennaio 1992    | Rabitə Baku |
| 6  | Camil Domínguez   | P     | 7 dicembre 1991   | Mirador     |
| 7  | Niverka Marte     | P     | 19 ottobre 1990   | Mirador     |
| 13 | Erasma Moreno     | S     | 25 novembre 1991  | Mirador     |
| 14 | Prisilla Rivera   | S     | 29 dicembre 1984  | Bursa BB    |
| 16 | Yonkaira Peña     | S     | 10 maggio 1993    | Bursa BB    |
| 17 | Gina Mambrú       | S/O   | 21 gennaio 1986   | Beşiktaş    |
| 19 | Ana Binet         | L     | 9 febbraio 1992   | Mirador     |
| 20 | Brayelin Martínez | S/O   | 11 settembre 1996 | Mirador     |
| 21 | Jineiry Martínez  | C     | 3 dicembre 1997   | Mirador     |

## Russia
| N° | Nome                 | Ruolo | Data di nascita  | Squadra          |
| -- | -------------------- | ----- | ---------------- | ---------------- |
| -  | Jurij Maričev        | All   | 17 novembre 1960 | Dinamo Mosca     |
| 1  | Jana Ščerban'        | S     | 6 settembre 1989 | Dinamo Krasnodar |
| 2  | Viktorija Kuzjakina  | L     | 1º giugno 1985   | Omička           |
| 5  | Aleksandra Pasynkova | S/O   | 14 aprile 1987   | Uraločka         |
| 7  | Ekaterina Bogačëva   | C     | 2 gennaio 1990   | Busto Arsizio    |
| 8  | Natalija Hončarova   | S     | 1º giugno 1989   | Dinamo Mosca     |
| 9  | Dar'ja Stoljarova    | S/O   | 29 marzo 1990    | Omička           |
| 10 | Ekaterina Pankova    | P     | 2 febbraio 1990  | Dinamo Mosca     |
| 12 | Ekaterina Orlova     | C     | 21 ottobre 1987  | Omička           |
| 13 | Evgenija Starceva    | P     | 12 febbraio 1989 | Dinamo-Kazan     |
| 14 | Irina Fetisova       | C     | 9 luglio 1994    | Zareč'e Odincovo |
| 15 | Tat'jana Košeleva    | S     | 23 dicembre 1988 | Dinamo Krasnodar |
| 17 | Natal'ja Malych      | S     | 8 dicembre 1993  | Zareč'e Odincovo |
| 18 | Ksenija Il'čenko     | S     | 31 ottobre 1994  | Uraločka         |
| 19 | Anna Malova          | L     | 16 aprile 1990   | Dinamo Mosca     |

## Serbia
| N° | Nome                | Ruolo | Data di nascita   | Squadra           |
| -- | ------------------- | ----- | ----------------- | ----------------- |
| -  | Zoran Terzić        | All   | 9 luglio 1966     | Omička            |
| 3  | Bianka Buša         | S     | 25 luglio 1994    | Vizura            |
| 4  | Bojana Živković     | P     | 29 aprile 1988    | İlbank            |
| 5  | Mina Popović        | C     | 16 settembre 1994 | Stella Rossa      |
| 6  | Tijana Malešević    | S     | 18 marzo 1991     | Sarıyer           |
| 9  | Brankica Mihajlović | S     | 13 aprile 1991    | Hisamitsu Springs |
| 10 | Maja Ognjenović     | P     | 6 agosto 1984     | Chemik Police     |
| 11 | Stefana Veljković   | C     | 9 gennaio 1990    | Chemik Police     |
| 12 | Jelena Nikolić      | S     | 13 aprile 1982    | Azəryol           |
| 13 | Ana Bjelica         | S/O   | 3 aprile 1992     | Chemik Police     |
| 15 | Jovana Stevanović   | C     | 30 giugno 1992    | Casalmaggiore     |
| 16 | Milena Rašić        | C     | 25 ottobre 1990   | VakıfBank         |
| 17 | Silvija Popović     | L     | 15 marzo 1986     | Volero Zurigo     |
| 18 | Suzana Ćebić        | L     | 9 novembre 1994   | Târgoviște        |
| 19 | Tijana Bošković     | S/O   | 8 marzo 1997      | Vizura            |

## Stati Uniti
| N° | Nome              | Ruolo | Data di nascita  | Squadra              |
| -- | ----------------- | ----- | ---------------- | -------------------- |
| -  | Karch Kiraly      | All   | 3 novembre 1960  | -                    |
| 1  | Alisha Glass      | P     | 5 aprile 1988    | Imoco                |
| 2  | Kayla Banwarth    | L     | 21 gennaio 1989  | Stati Uniti          |
| 8  | Lauren Gibbemeyer | C     | 8 settembre 1988 | Casalmaggiore        |
| 10 | Jordan Larson     | S     | 16 ottobre 1986  | Eczacıbaşı           |
| 11 | Megan Hodge       | S     | 15 ottobre 1988  | -                    |
| 13 | Christa Harmotto  | C     | 12 ottobre 1986  | Stati Uniti          |
| 14 | Nicole Fawcett    | O     | 16 dicembre 1986 | Korea Expressway     |
| 15 | Kimberly Hill     | S     | 30 novembre 1989 | AGIL                 |
| 16 | Foluke Akinradewo | C     | 5 ottobre 1987   | Rabitə Baku          |
| 17 | Natalie Hagglund  | L     | 1º luglio 1992   | Volero Zurigo        |
| 18 | Molly Kreklow     | P     | 17 febbraio 1992 | Dresdner             |
| 21 | TeTori Dixon      | C     | 4 agosto 1992    | Rabitə Baku          |
| 23 | Kelsey Robinson   | S     | 25 giugno 1992   | Leonas de Ponce      |
| 25 | Karsta Lowe       | O     | 2 febbraio 1993  | Changas de Naranjito |